# هاشيكامي
هاشيكامي  هي بلدية في اليابان، وبلدة في اليابان، تقع في مقاطعة سانوه، بلغ عدد سكانها 13,692  نسمة وذلك حسب إحصائيات سنة 2018، تبلغ مساحتها 94.01 كيلومتر مربع.

## الموقع
تشترك في الحدود مع:
- هاتشينوه، آوموري
- مقاطعة كونوه  [لغات أخرى]‏.